# Inger Hagerup
Inger Johanne Hagerup (* 12. April 1905 in Bergen; † 6. Februar 1985 in Fredrikstad) war eine norwegische Lyrikerin und Schriftstellerin. Sie debütierte 1939 und schrieb auf Riksmål.
Als Inger Johanne Halsør geboren, machte sie in Volda ihr Abitur und ging auf die Handelsschule in Oslo. 1931 heiratete sie den Studienrat Anders Hagerup und nahm dessen Nachnamen an, mit dem sie bekannt wurde. Beide lebten zunächst in der norwegischen Provinz Sogn og Fjordane. Mit Beginn des Zweiten Weltkrieges flohen sie dann aber nach Stockholm. Sie war zeitlebens überzeugte Atheistin und Kommunistin.
Inger Hagerup debütierte 1939 mit »Jeg gikk meg vil i skogene«. Es folgten weitere Sammlungen, die in hohen Auflagen verkauft wurden. Neben ihren Gedichten veröffentlichte sie auch eine Reihe von Theaterstücken und Kinderbüchern. Viele ihrer Gedichte hat der Liedermacher Finn Kalvik in den 1970er Jahren vertont. 1976 erschien die Gesamtausgabe »Samlede dikt«.
Sie übersetzte den englischen Roman Lord of the Flies (Herr der Fliegen) ins Norwegische.
Die späteren Jahre verbrachte sie mit ihrem Mann zusammen in Fredrikstad. Ihre beiden Söhne Klaus Hagerup und Helge Hagerup waren ebenfalls Schriftsteller.

## Bibliographie
- Jeg gikk meg vill i skogene, 1939
- Flukten til Amerika, 1942
- Videre, Stockholm 1944, Oslo 1945
- Den syvende natt, 1947

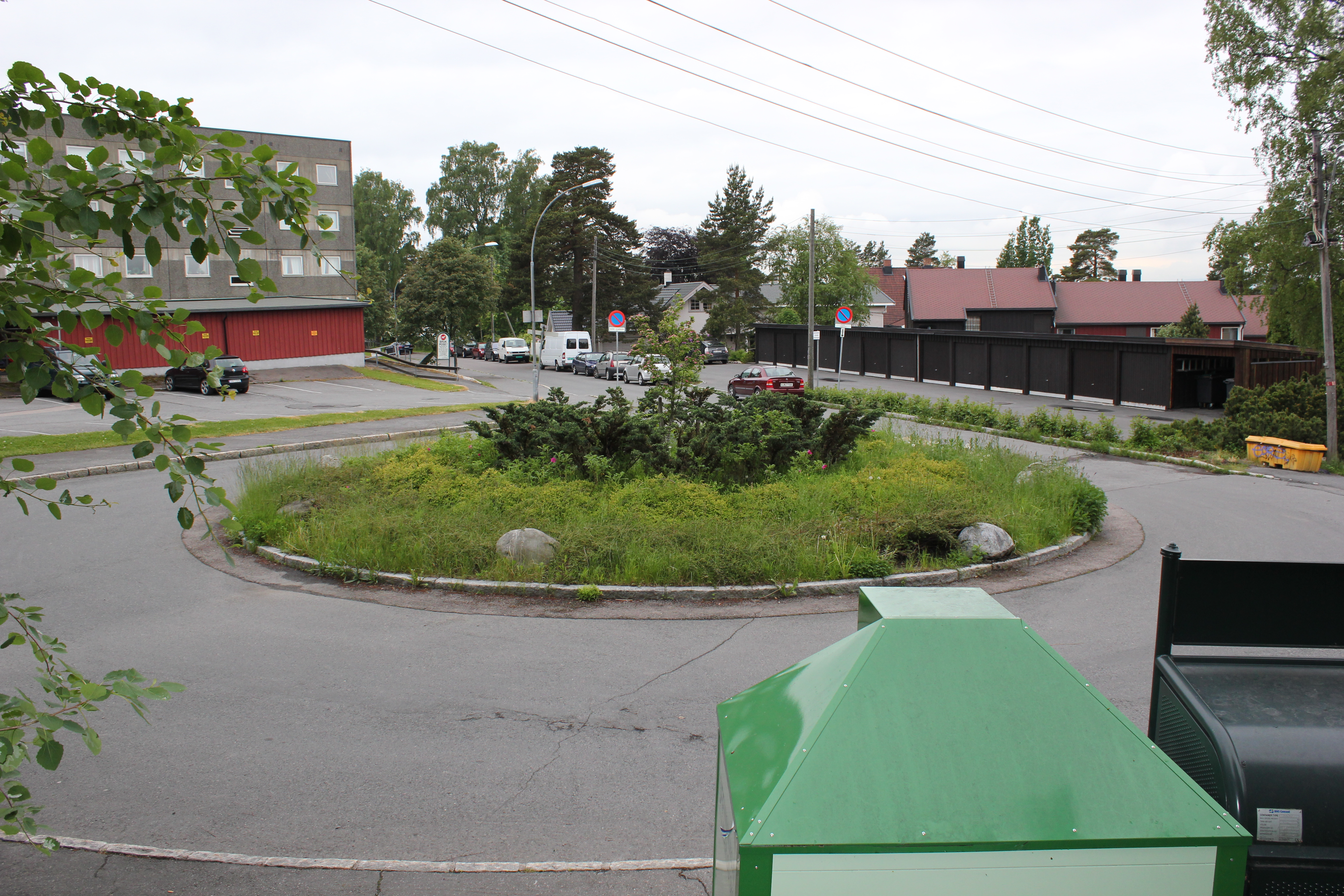
Der „Inger Hagerups plass“ im Osloer Stadtteil Alna (Nachbarschaft Haugerud)

- Sånn vil du ha meg. 30 utvalgte dikt om kjærlighet, 1949
- Så rart (barnevers), 1950
- Mitt skip seiler, 1951
- Hilsen fra Katarina (hørespill), 1953
- Drømmeboken, 1955
- Den tredje utvei (drama), 1956
- Strofe med vinden,  1958
- Lille Persille (barnevers), 1961
- Fra hjertets krater, 1964
- Dikt i utvalg, 1965
- Det kommer en pike gående (erindringsbok), 1965
- Hva skal du her nede? (erindringsbok), 1966
- Trekkfuglene og skjæra, 1967
- Ut og søke tjeneste (erindringsbok), 1968
- Østenfor kjærlighet, vestenfor drøm (noveller), med Karin Beate Vold, 1977
- Samlede dikt, 1985

## Werke in deutscher Übersetzung
- Inger Hagerup: Ausgewählte Gedichte. Norwegisch - Deutsch. Herausgegeben, übersetzt und mit einem Nachwort versehen von Annette Rodenberg. Elfenbein Verlag, Berlin 2005, ISBN 3-932245-72-5.